# Pippa Passes
Pippa Passes er en amerikansk stumfilm fra 1909 af D. W. Griffith.

## Medvirkende
- Gertrude Robinson som Pippa
- George Nichols
- James Kirkwood som Jules
- Linda Arvidson
- Arthur V. Johnson som Luca